# Gare de Rezaïna
La gare de Rezaïna, est une ancienne gare ferroviaire algérienne située dans la commune d'El Biod, dans la wilaya de Naâma.

## Situation ferroviaire
Établie à une altitude de 994,600 m, la gare est située au point kilométrique (PK) 336,400 de la ligne d'Oran à Kenadsa, où elle est précédée de l'ancienne gare de Bougtob et suivie de l'ancienne gare de Bir Senia.

## Histoire
La gare est mise en service le 31 décembre 1881 lors de l'ouverture de la section du Kreider à El Biod de l'ancienne ligne à voie étroite de 1 055 mm d'Oran à Kenadsa, où elle était précédée de la gare de Bou-Ktoub (gare de Bougtob) et suivie de la gare de Bir-Sénia (gare de Bir Senia),,.